# Synnöve Solbakken (1957)
Synnöve Solbakken är en svensk dramafilm från 1957 i regi av Gunnar Hellström, efter Bjørnstjerne Bjørnsons roman Synnøve Solbakken och novellen Et farligt frieri. I huvudrollerna ses Synnøve Strigen, Gunnar Hellström och Harriet Andersson.

## Handling
Knut är på besök hos Synnöves föräldrar för att fria till henne. De har inget att invända, Synnöve kan inte svara då hon inte är hemma. Något senare friar även Thorbjörn till Synnöve och hon accepterar. Hennes föräldrar anser dock att Knut är ett bättre val eftersom Thorbjörn är mer våldsam.

## Om filmen
Filmen premiärvisades den 25 november 1957. Stockholmspremiär dagen därefter på biograf Royal vid Kungsgatan. Som förlaga har man  Bjørnstjerne Bjørnsons roman Synnöve Solbakken från 1857 och novellen Ett farligt frieri från 1856. Som rådgivare anlitades Norges främste Bjørnson-kännare, Francis Bull. Trots detta protesterade Bjørnstjerne Bjørnsons arvingar företrädda av konservator Else Bjørnson mot att filmen så kraftigt skilde sig från den litterära förlagan. Filmen spelades in i Sandrewateljéerna i Stockholm och Gudbrandsdalen Norge. Romanen har filmatiserats ytterligare två gånger i Sverige 1919 och 1934.

## Rollista i urval
- Synnøve Strigen – Synnöve Solbakken
- Malou Fredén – Synnöve som barn
- Harriet Andersson – Ingrid Granliden
- Bengt Brunskog – Thorbjörn Granliden, Ingrids bror
- Leif Nilsson – Thorbjörn som barn
- Edvin Adolphson – Sämund Granliden, Ingrids och Thorbjörns far
- Olga Appellöf – Ingeborg Granliden, Ingrids och Thorbjörns mor
- Oscar Ljung – Guttorm Solbakken, Synnöves far
- Birgitta Valberg – Karen Solbakken, Synnöves mor
- Gunnar Hellström – Aslak, tattare
- Ove Tjernberg – Knut Nordhaug
- Kenneth Synnerud – Knut som barn
- Kolbjörn Knudsen – Nordhaugsbonden, Knuts far
- Stina Ståhle – Nordhaugsmoran, Knuts mor
- Gunnar Sjöberg – läkare
- John Melin – klockare

## Musik i filmen
- Med psalmgnäll, kompositör Torbjörn Lundquist, text Olle Mattsson
- Trollet låg under björkerot, kompositör Torbjörn Lundquist, text Olle Mattsson
- I filmen ingår även ett par inte närmare angivna psalmer.